# إدوارد بوك
إدوارد ويليام بوك (المولود باسم إدوارد ويليام جيرارد سيزار هيدي بوك) (9 أكتوبر 1863 - 9 يناير 1930) هو محرر أمريكي من أصول هولندية ومؤلف حاز على جائزة بوليتزر. شغل منصب محرر مجلة ليديز هوم جورنال لمدة 30 عامًا (1889-1919). نشر كذلك مخططات بناء منازل شهيرة وأنشأ حدائق برج بوك في وسط فلوريدا.

## حياته ومسيرته المهنية
ولد بوك في دن هيلدر بهولندا لعائلة ثرية معروفة. هاجرت عائلته إلى بروكلين في نيويورك بعد أن فقد والده معظم ثروته بسبب قرارات الاستثمار السيئة، وكان حينها في السادسة من عمره. في بروكلين، عمل بوك في غسل نوافذ مخبز بعد المدرسة للمساعدة في إعالة أسرته. كانت عائلته فقيرة لدرجة أنه بالإضافة إلى ذلك كان يذهب إلى الشارع بسلة كل يوم ويجمع قطعًا من الفحم التي سقطت على الطريق حيث كانت عربات الفحم توصل الوقود. بحلول الوقت الذي كان فيه بوك في سن المراهقة المبكرة، طُلب منه ترك المدرسة لمساعدة أسرته بالدعم المالي. كانت أول وظيفة له بدوام كامل، في عام 1876، حيث عمل مراسلًا لمكتب في شركة ويسترن يونيون تلغراف.
في عام 1882، بدأ بوك العمل في شركة هنري هولت وشركاؤه سكرتيرًا بينما كان يتلقى دروسًا تعليمية في المساء. في عام 1884، قبل عرضًا من أبناء تشارلز سكريبنر ليصبح مدير الإعلانات. من عام 1884 حتى عام 1887، عمل بوك محررًا لمجلة بروكلين، وفي عام 1886، أسس مطبعة نقابة بوك، «النقابة الثالثة في البلاد التي اشتركت فيها 137 صحيفة».

بعد انتقاله إلى فيلادلفيا في عام 1889، عمل في منصب رئاسة تحرير مجلة ليديز هوم جورنال عندما استقالت مؤسستها ومحررتها لويزا كناب كورتيس لتعمل في منصب يتطلب جهدًا أقل في المجلة الشهيرة التي جرى تداولها على الصعيد الوطني. نشر سايروس كورتيس أعمال بوك، إذ كان لديه إمبراطورية نشر قديمة تضمنت العديد من الصحف والمجلات.
في عام 1896، تزوج بوك بماري إل كورتيس، ابنة لويزا وسايروس كورتيس. شاركت عائلتها اهتمامها بالموسيقى والأنشطة الثقافية والعمل الخيري وكانت نشطة جدًا في الأوساط الاجتماعية. قبل زواجه بوقت قصير، نشر بوك كتابًا ينصح الشباب فيه. وأشار من بين أمور أخرى إلى أن «الرجل الذي يحب والدته أو زوجته أو أخته أو حبيبته حقًا لا يروي أبدًا حكاية تقلل من شأن جنسها في عيون الآخرين». أصبحت المجلة خلال فترة تحريره أول مجلة في العالم تضم مليون مشترك وأصبحت من أقوى المجلات المؤثرة بين القراء بإبراز أفكار إعلامية وتقدميها في مقالاتها. عندما نُشرت السيرة الذاتية لبوك، أمركة إدوارد بوك، في عام 1920، والتي حصلت لاحقًا على جائزة بوليتزر، راجعها الكاتب مينكين باهتمام بناءً على معرفة طويلة بالمجلة. لاحظ مينكين أن بوك أظهر اهتمامًا لا يمكن إخفاؤه بالأمور الفنية.
أصبحت المجلة أول مجلة ترفض الإعلان عن براءات الاختراع في الطب.
في عام 1919، تقاعد بوك من العمل في مجال النشر.
في عام 1923، اقترح بوك إنشاء جائزة السلام الأمريكية. أنشأ بوك كذلك عددًا من الجوائز بما في ذلك جائزة السلام الأمريكية البالغة 100 ألف دولار في عام 1923، والتي مُنحت «لأفضل خطة عملية للتعاون الأمريكي في السلام العالمي».
في عام 1924، أسست ماري لويز بوك معهد كورتيس للموسيقى في فيلادلفيا، والذي كرسته لوالدها، سايروس كورتيس، وفي عام 1927، شرعت عائلة بوك في بناء حدائق برج بوك، بالقرب من منزلهم الشتوي في ماونتن ليك إستيتس في بحيرة ويلز بفلوريدا، والتي كرسها رئيس الولايات المتحدة، كالفن كوليدج في 1 فبراير 1929. يُطلَق على برج بوك أحيانًا اسم الملاذ وهو مدرج في السجل الوطني للأماكن التاريخية باعتباره معلمًا تاريخيًا وطنيًا. يُذكر بوك مثالًا في كتاب كيف تكسب الأصدقاء وتؤثر في الناس للمؤلف ديل كارنيجي.
توفي بوك بعد إصابته بنوبة قلبية في 9 يناير 1930، في بحيرة ويلز، على مقربة من برج سينغنغ الذي كان أحد المعالم المفضلة لديه ودفن في قاعدة البرج. من أحفاده المعلم ديريك بوك والمغني الشعبي غوردون بوك.

### إدوارد بوك والهندسة المعمارية المحلية الأمريكية
في عام 1895، بدأ بوك النشر في مجلة ليديز هوم جورنال مخططات بناء منازل بأسعار معقولة للطبقة الوسطى الأمريكية -من 1500 دولار إلى 5000 دولار- ووضع مواصفات كاملة للأسعار الإقليمية المتاحة عبر البريد مقابل 5 دولارات. في وقت لاحق، أصبح بوك ومجلته أحد الوسائل الرئيسية للترويج لمبنى «البنغل»، وهو طراز معماري ذو أصول هندية. كلفت مخططات هذه المنازل أقل من دولار واحد، وسرعان ما أصبحت هذه المباني والتي تبلغ مساحة بعضها 800 قدم مربع، شكلًا مهيمنًا من أشكال العمارة المحلية الجديدة في البلاد.

اشتكى بعض المهندسين المعماريين من أنه من خلال إتاحة مخططات البناء على أساس جماعي، اعتدى بوك على صلاحياتهم، ولم يحظ بتأييد بعضهم علنًا، مثل ستانفورد وايت -على الرغم من أن وايت كتب لاحقًا:
أعتقد أن إدوارد بوك كان له أثر كبير على العمارة المحلية الأمريكية بطريقة أفضل من أي رجل في هذا الجيل. رفضت التعاون معه عندما بدأ العمل. إذا كان بوك سيأتي إليّ الآن، فلن أضع مخططات له فحسب، بل سأتنازل عن أتعابي له للتكفير عن أخطائي القديمة.
دافع بوك عن استخدام مصطلح غرفة المعيشة للغرفة التي عُرفت آنذاك باسم البهو أو المضافة، ويُنسب إليه أحيانًا ابتكار هذا المصطلح. كانت هذه الغرفة تُستخدم تقليديًا فقط أيام الأحد أو للمناسبات الرسمية مثل عرض أفراد الأسرة المتوفين قبل الدفن؛ وكانت المساحة العازلة بين مكان استقبال الأشخاص وبقية المساحة الخاصة من المنزل. يعتقد بوك أنه من الحماقة إنشاء غرفة مفروشة باهظة الثمن نادرًا ما يجري استخدامها، وروج للاسم البديل لتشجيع العائلات على استخدام الغرفة في حياتهم اليومية. كتب: «لدينا ما يسمى بالمضافة ولم أتمكن من رؤية واحدة تلفت الانتباه إلى الكثير من المال أو الذوق».
كان اهتمام بوك العام هو الإبقاء على رؤيته المحافظة اجتماعيًا للأسرة الأمريكية المثالية، حيث كانت الزوجة ربة منزل ومربية أطفال، والأطفال الذين نشأوا في بيئة صحية وطبيعية قريبًا من التربة. ولهذه الغاية، روج للضواحي باعتبارها أفضل مكان للحياة المنزلية المتوازنة.

قال ثيودور روزفلت عن بوك:
إنه الرجل الوحيد الذي سمعت عنه وغيّر بنية أمة بأكملها للأفضل، إذ فعل ذلك بسرعة وفعالية لدرجة أننا لم نكن نعلم أنه بدأ قبل الانتهاء من ذلك.